# Giovanni Battista Caracciolo

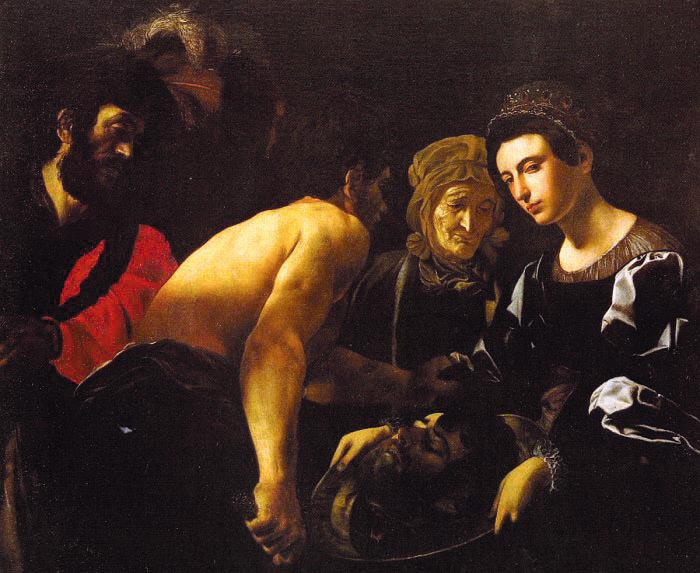
Giovanni Battista Caracciolo, Salome otrzymująca głowę Jana Chrzciciela (1617)

Giovanni Battista Caracciolo, zw. Battistello (ur. 1578 w Neapolu, zm. 1635 tamże) – włoski malarz i rysownik okresu baroku, caravaggionista.
Jeden z najwybitniejszych naśladowców Caravaggia. Odegrał ważną rolę w ukształtowaniu się środowiska caravaggionistów w Neapolu. W II dekadzie XVII w. odwiedził Rzym i Florencję.
Jego obrazy cechuje dramatyczny światłocień i umiejętność oddania głębi uczuciowej. Późniejszą jego twórczość cechuje większy spokój, być może pod wpływem Carraccich. Był też doskonałym malarzem fresków w kościołach neapolitańskich.

## Wybrane dzieła
- Agonia Chrystusa – (1615) Muzeum Historii Sztuki w Wiedniu, Wiedeń
- Cud św. Antoniego – San Giorgio dei Genovesi, Neapol
- Jezus i Kajfasz – Ermitaż, Petersburg
- Niepokalane Poczęcie – Santa Maria della Stella, Neapol
- Odpoczynek w czasie ucieczki do Egiptu – (1618), Galleria Palatina, Florencja
- Powrót Świętej Rodziny z Egiptu – Pietà dei Turchini, Neapol
- Salome otrzymująca głowę Jana Chrzciciela – (1617) Galeria Uffizi, Florencja
- Śpiący Kupidyn – (ok. 1618) Royal Collection, Londyn
- Św. Onufry – (ok. 1625) Rzym, Galleria Nazionale d’Arte Antica,
- Uwolnienie św. Piotra – (1615) Museo di Capodimonte Neapol
- Chrystus przy słupie – ok. 1625, olej na płótnie 129 × 183 cm, Museo di Capodimonte Neapol.